# 陳垂枝
垂枝（1990年5月4日—）本名陳垂枝，越南女歌手。1990年出生於海陽省海陽市，現工作於河內市。父母都在海陽市文化藝術部門工作，從小受到家庭藝術熏陶和音樂訓練，6歲開始學習鋼琴。垂枝於2008年末獲得越南歌曲創作年度創作獎之觀眾獎。2009年獲得綠波獎十大流行音樂歌手，自此走上音樂道路。
綺靡的代表作品有《城市》、《幸福之路》等。

## 外部連結
- YouTube上的城市
- YouTube上的幸福之路